# Дикастерия по служению благотворительности
Дикастерия по служению благотворительности или Апостольская Элемозинария (лат. Dicasterium ad caritatem fovendam seu Eleemosynaria Apostolica, итал. Elemosineria Apostolica) — одна из шестнадцати дикастерий Римской курии. Она начала свою деятельность 5 июня 2022 года в соответствии с апостольской конституцией «Praedicate Evangelium», обнародованной 19 марта 2022 года.
До реформы «Praedicate Evangelium» она называлась Служба папских милостей.
Возглавляет Дикастерию по служению благотворительности — кардинал-префект и великий элемозинарий кардинал Конрад Краевский, с 3 августа 2013 года.

## Папский раздатчик милостыни
Происхождение должности папского раздатчика милостыни (великого элемозинария) восходит к первым векам существования Церкви, когда за раздачу милостыни отвечали дьяконы, в то время приближенные Папы. В булле Папы Иннокентия III элемозинарий упоминается как существующая должность, в то время как должность апостольского элемозинария была официально учреждена Папой Григорием X в XIII веке.
Со времен Папы Льва XIII великий элемозинарий также отвечал за продажу апостольских благословений на пергаменте, заверяя их своей подписью. Продажа этих документов обеспечивает ведомство великого элемозинария средствами для раздачи в качестве милостыни.

## Создание дикастерии
Дикастерия взяла на себя обязанности, ранее находившиеся в ведении Службы папских милостей, которое функционировало как часть Папского двора, а не как куриальное ведомство, и было тесно связано с ролью раздатчика милостыни Его Святейшества, более известного как папская милостыня. Должность великого элемозинария использовалась для вознаграждения старших прелатов, пока Папа Франциск не сделал её преобразование «флагманской инициативой» своего папства, увеличив его бюджет и значимость, повысив своего раздатчика милостыни до ранга кардинала и превратив роль раздатчика милостыни в Куриальное ведомство.
Обсуждая «Praedicate Evangelium», когда она была обнародована, монсеньор Марко Меллино, секретарь Совета кардиналов-советников, сказал, что она реорганизовала Курию, чтобы ориентировать её на служение, а не на управление, и что повышение функции благотворительности церкви было ключевой частью этого. В то время как Государственный секретариат сохранил свою исключительную роль, Дикастерия по служению благотворительности была одним из трёх высших подразделений, следующих в иерархии Курии, чтобы отразить её основную миссию: евангелизацию, доктрину и благотворительность.
Как и другие дикастерии учреждённые, в соответствии с этой конституцией, Дикастерия по служению благотворительности возглавляется префектом, хотя в этом случае у префекта также есть традиционная должность раздатчика милостыня Его Святейшества или папского элемозинария. Префект имеет дополнительное отличие: это один из двух куриальных префектов, которые сохраняют свою власть в период Sede Vacante, периода между концом одного понтификата и началом следующего.Принцип заключается в том, что служение благотворительности никогда не следует прерывать.

## Функции
Работа дикастерии основана на «возможности для бедных, социально незащищенных и отверженных». Она уполномочена оказывать помощь «в любой точке мира». Папа прямо разрешено лично распоряжаться ассигнованиями «в случаях особой бедности или другой необходимости». В компетенцию Дикастерии также входит реагирование «в случае серьезных бедствий».
Она уполномочена принимать и запрашивать пожертвования для поддержки распространения благотворительной деятельности. Одним из конкретных источников финансирования является право дикастерии продавать индивидуальные пергаменты, на которых документируются папские благословения, данные в особых случаях, таких как свадьбы, крещения или священнические рукоположения.

## Лидерство
Служба Папских милостей, как до, так и после её присоединения к Курии в качестве дикастерии, с 2013 года возглавляет Конрад Краевский, кардинал с 2018 года. Канцелярией руководит отец Франческо Маццителли F.D.P. с момента своего назначения 27 ноября 2021 года.

### Великие элемозинарии
- монсеньор Марио Бовио (1621 — 1623);
- монсеньор Агостино Ореджи (6 августа 1623 — 28 ноября 1633 — возведён в кардиналы-священники);
- монсеньор Бартоломео Ореджи (28 ноября 1633 — 1644);
- монсеньор Вирджилио Спада, C.O. (1644 — 1659);
- монсеньор Франческо Феррини (1659 — ?);
- архиепископ Федерико Качча (15 июля 1691 — 13 апреля 1693 — назначен архиепископом Милана);
- архиепископ Алессандро Бонавентура (13 апреля 1693 — 7 февраля 1721, до смерти);
- монсеньор Иньяцио Ферранте (8 мая 1721 — 1722, до смерти);
- архиепископ Антонио Таска (1722 — 1727);
- архиепископ Никола Саверио Альбини (20 января 1727 — 11 апреля 1740, до смерти);
- монсеньор Теодор Боккападули (апрель 1740 — 1777);
- архиепископ Джузеппе Мария Контесини (1778 — 1784);
- архиепископ Грегорио Банди (17 декабря 1787 — 10 апреля 1802, до смерти);
- архиепископ Франческо Бертаццоли (24 мая 1802 — 10 марта 1823 — возведён в кардиналы-священники);
- архиепископ Филиппо Филонарди (16 мая 1823 — 3 июля 1826 — назначен архиепископом Феррары);
- архиепископ Джованни Солья Черони (2 октября 1826 — 3 июня 1834 — назначен секретарь Священной Конгрегации по делам епископов и монашествующих);
- архиепископ Людовико Теволи (23 июня 1834 — 9 апреля 1856, в отставке);
- патриарх Альберто Барболани ди Монтауто (16 июня 1856 — 29 октября 1857, до смерти);
- архиепископ Густав Адольф фон Гогенлоэ-Шиллингсфюрст (7 ноября 1857 — 22 июня 1866 — возведён в кардиналы-священники);
- архиепископ Фредерик-Франсуа-Ксавье Гилян де Мерод (10 июля 1866 — 11 июля 1874, до смерти);
- архиепископ Алессандро Санминьятелли Дзабарелла (31 июля 1874 — 22 декабря 1906, в отставке);
- архиепископ Аугусто Силий (22 декабря 1906 — 6 декабря 1916 — назначен вице-камерленго Апостольской Палаты);
- архиепископ Джованни Баттиста Назалли Рокка Ди Корнелиано (6 декабря 1916 — 21 ноября 1921 — назначен архиепископом Болоньи);
- архиепископ Карло Кремонези (29 декабря 1921 — 16 декабря 1935 — возведён в кардиналы-священники);
- архиепископ Джузеппе Мигоне (19 декабря 1935[17] — 1 января 1951, до смерти);
- архиепископ Диего Венини (12 января 1951[18] — 16 декабря 1968, в отставке);
- архиепископ Антонио Мария Травья (16 декабря 1968[19] — 23 декабря 1989, в отставке);
- архиепископ Оскар Риццато (23 декабря 1989 — 28 июля 2007, в отставке);
- архиепископ Феликс дель Бланко Прието (28 июля 2007[20] — 3 ноября 2012, в отставке);
- архиепископ Гвидо Поццо (3 ноября 2012[21] — 3 августа 2013 — назначен секретарём Папской Комиссии Ecclesia Dei);
- кардинал Конрад Краевский (3 августа 2013[22] — 5 июня 2022 — назначен префектом Дикастерии по служению благотворительности).

### Кардинал-префект и великий элемозинарий
- кардинал Конрад Краевский (5 июня 2022 — по настоящее время).